# Cytoplasma
Cytoplasman finns innanför cellens cellmembran och består av cellens cytosol och organellerna i cellen.